# Harald Keres
Harald Keres (Pärnu, 15 de novembro de 1912 – 26 de junho de 2010) foi um físico estoniano, considerado como pai da escola estoniana da teoria gravitacional relativística. Em 1961 Keres tornou-se membro da Academia de Ciência da Estônia na área de física teórica.
Keres foi o irmão mais velho do Grande Mestre de Xadrez Paul Keres.